# Max Woltman
Max Woltman (Wirral, 20 de agosto de 2003) es un futbolista británico que juega en la demarcación de delantero para el Oxford United F. C. de la EFL Championship.

## Trayectoria
Tras formarse en las categorías inferiores del Liverpool F. C., finalmente el 7 de diciembre de 2021 debutó con el primer equipo en un partido de la Liga de Campeoens de la UEFA contra el A. C. Milan que finalizó con un resultado de 1-2 a favor del Liverpool tras el gol de Fikayo Tomori para el Milán, y de Mohamed Salah y Divock Origi para el Liverpool. La temporada siguiente fue cedido al Doncaster Rovers F. C. Durante su estancia en este club disputó catorce encuentros y en agosto de 2023 se marchó definitivamente de Liverpool después de ser traspasado al Oxford United F. C.

## Clubes
| Club                            | País       | Año       | Partidos | Goles |
| ------------------------------- | ---------- | --------- | -------- | ----- |
| Liverpool F. C.                 | Inglaterra | 2021-2022 | 2        | 0     |
| Doncaster Rovers F. C. (cedido) | Inglaterra | 2022-2023 | 14       | 0     |
| Oxford United F. C.             | Inglaterra | 2023-     | 3        | 0     |